# Llallagua

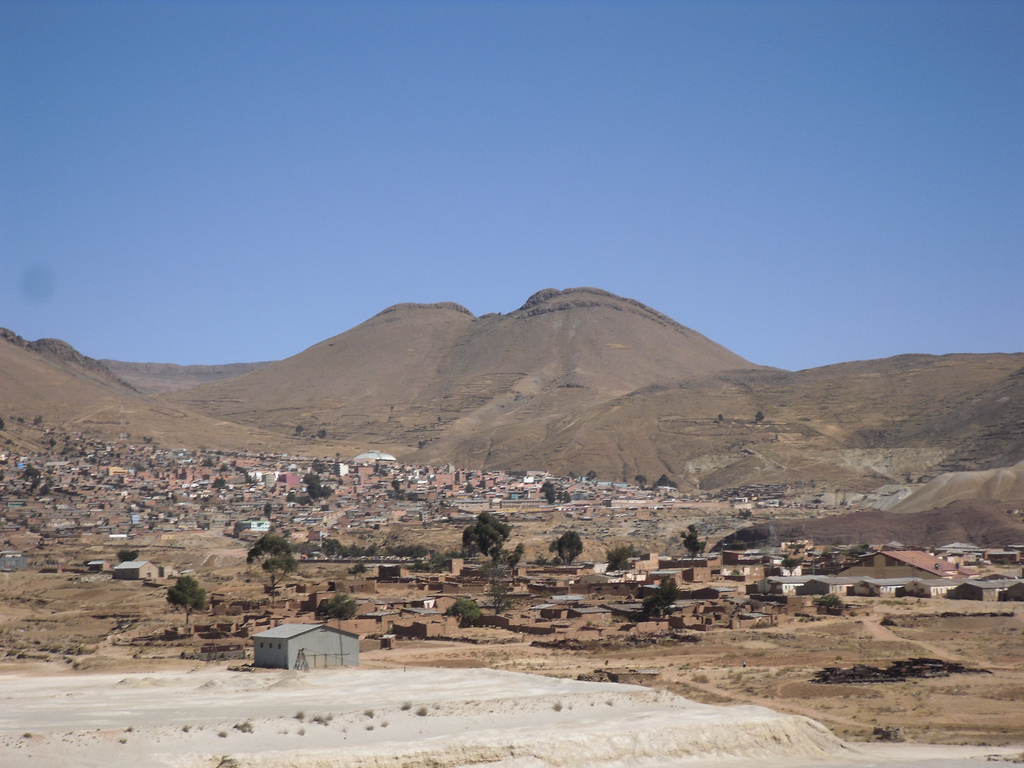
Llallagua

Llallagua är en stad som ligger omkring 4 000 meter över havet i de östra Anderna i Bolivia. Staden, som har omkring 19 100 invånare, ligger i departementet Potosí, 260 kilometer från Potosí och har en medeltemperatur på 10 grader Celsius.
Llallagua var under mitten av 1900-talet en av de viktigaste platserna för tennfyndigheter i världen. I gruvan, som fortfarande är i drift, upptäcks fortfarande viktiga mineraler.